# Opisthotropis kuatunensis
Opisthotropis kuatunensis är en ormart som beskrevs av Pope 1928. Opisthotropis kuatunensis ingår i släktet Opisthotropis och familjen snokar. Inga underarter finns listade i Catalogue of Life.
Denna orm förekommer i östra Kina i provinserna Fujian, Guangxi, Guangdong, Hunan, Jiangxi och Zhejiang. Den hittas även i Hongkong. Arten lever i kulliga områden och i bergstrakter mellan 600 och 1100 meter över havet. Individerna vistas i skogar nära vattendrag. De har vattenlevande maskar, grodyngel och små fiskar som föda. Honor lägger ungefär 6 ägg per tillfälle.
För beståndet är inga hot kända. Hela populationen anses vara stabil. IUCN listar arten som livskraftig (LC).